# المواضيع الرئيسية في الأردن

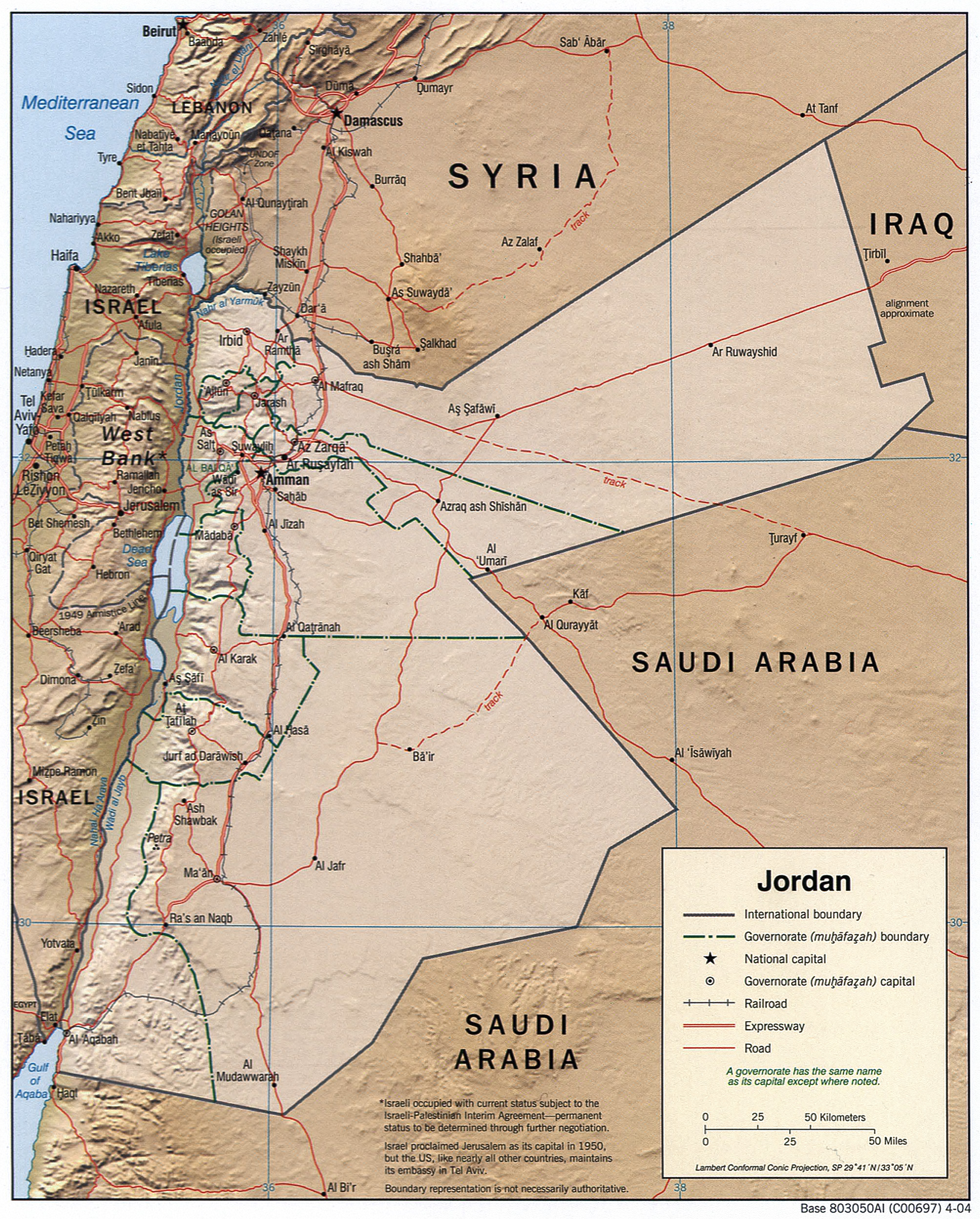
خريطة تضاريس الأردن

الأردن هي دولة تقع في جنوب غرب آسيا، يحدها جمهورية سوريا من الشمال، والجمهورية العراقية من الشمال الشرقي، وإسرائيل والأراضي الفلسطينية من الغرب، من الشرق والجنوب. وتشترك في سواحل البحر الميت مع إسرائيل وخليج العقبة مع إسرائيل والمملكة العربية السعودية ومصر.
نظام الحكم في الاردن نظام ملكي دستوري ذو حكومة تمثيلية. الملك الحاكم هو رئيس الدولة والرئيس التنفيذي والقائد الأعلى للقوات المسلحة. ويمارس الملك سلطته التنفيذية من خلال رئيس الوزراء ومجلس الوزراء. ويكون مجلس الوزراء مسؤولاً أمام مجلس النواب المنتخب، والذي يشكل مع مجلس الأعيان (مجلس الشيوخ) السلطة التشريعية للحكومة. السلطة القضائية هي فرع مستقل عن الحكومة.

## التحضر المتزايد
أصبح عدد كبير من سكان الأردن حضريين من خلال طريقة السكن بشكل كبير خلال الستينيات، حيث وصل معدل التحضر إلى أكثر من 80% عام 2011. ويرجع ذلك إلى الهجرة من الريف إلى الحضر، ووصول اللاجئين من فلسطين وسوريا، والنازحين الذين استقر معظمهم في المخيمات وخدمات الأونروا.

## المرجع العام
- النطق :الأردن

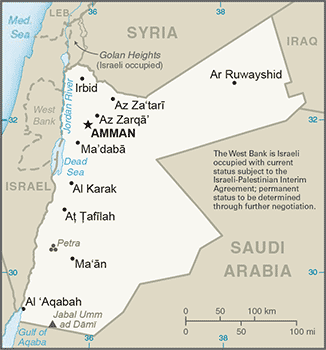
خريطة اساسية للاردن

- الاسم الشائع للبلاد باللغة الإنجليزية: Jordan
- الاسم الرسمي للدولة باللغة الإنجليزية: The Hashemite Kingdom of Jordan.
- الأسماء الشائعة:الأدرن
- الاسم الرسمي:المملكة الأردنية الهاشمية
- الصفة (الصفات): أردني
- أصل الكلمة : اسم الأردن
- التصنيف الدولي للأردن
- رموز البلدان ISO : JO، JOR، 400
- رموز المناطق ISO : راجع ISO 3166-2:JO
- نطاق المستوى الأعلى لرمز الدولة على شبكة الإنترنت :.jo
- الهاتف: 00962

## جغرافية الأردن
جغرافية الأردن
- الأردن هي جزء : الدول العربية
- الموقع:

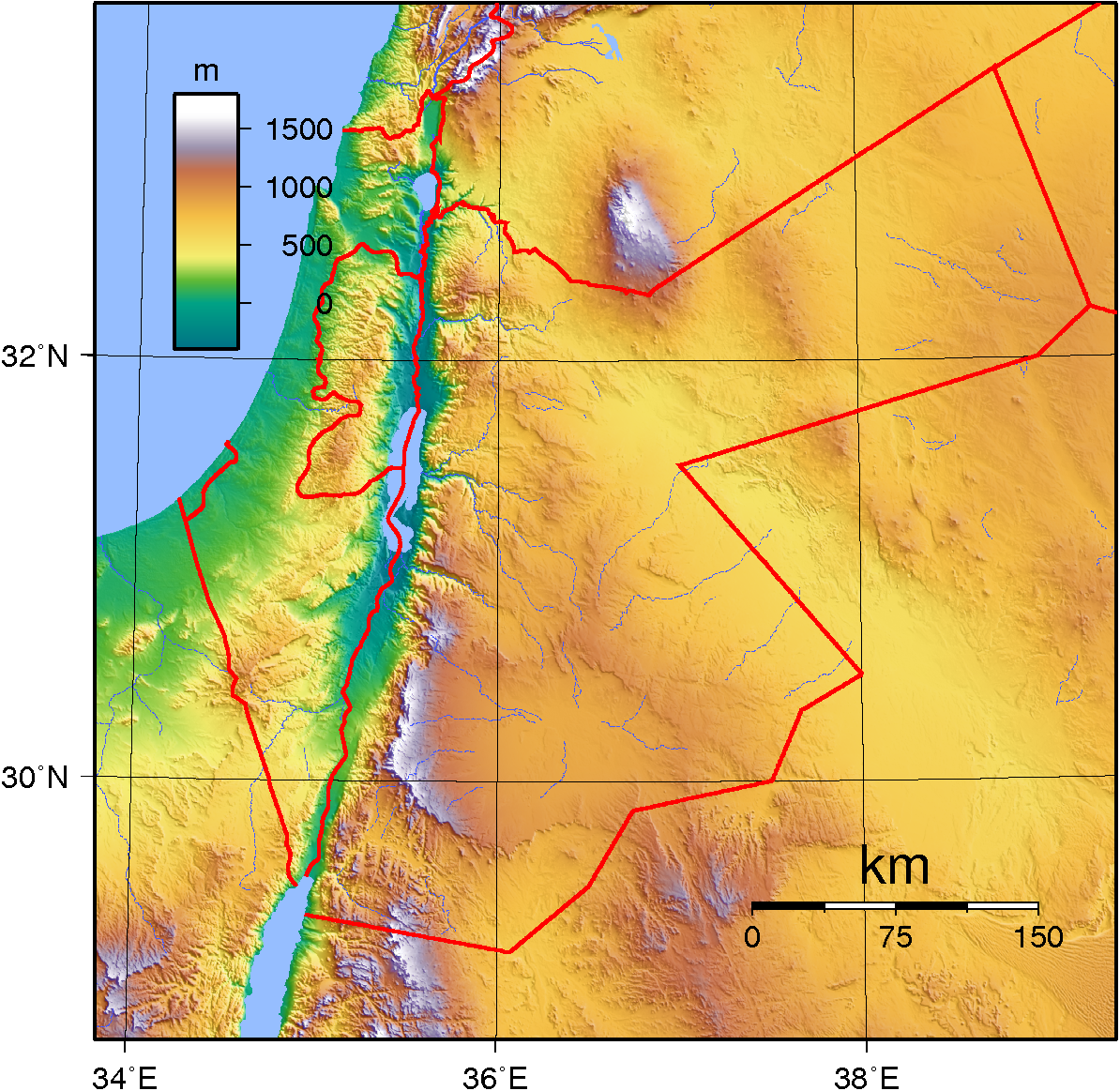
خريطة طبوغرافية للأردن

  - نصف الكرة الشمالي ونصف الكرة الشرقي
  - أوراسيا
    - آسيا
      - جنوب غرب آسيا

  - الشرق الأوسط
    - بلاد الشام

  - المنطقة الزمنية : UTC+02، الصيف UTC+03
  - النقاط القصوى في الأردن
    - اقضى ارتفاع: جبل أم الدامي 1,854 م (6,083 قدم)
    - اقصى منخفض: البحر الميت −412 م (−1,352 قدم) - أدنى نقطة على سطح الأرض

  - حدود الأراضي: 1,635 كم

 السعودية 744 كم
 سوريا 375 كم
 إسرائيل 238 كم
 العراق 181 كم
 Palestinian territories 97 كم
- الخط الساحلي: خليج العقبة 26 km

- عدد سكان: 5,924,000 نسمة - الدولة رقم 84 من حيث عدد السكان
- المساحة : 89,342 كم 2
- أطلس الأردن

### البيئة في الأردن
- المناخ في الأردن
- الطاقة المتجددة في الأردن
- جيولوجيا الأردن
- المناطق المحمية في الأردن
  - محميات المحيط الحيوي في الأردن
  - المنتزهات الوطنية في الأردن
- الحياة البرية في الأردن
  - حيوانات الأردن
    - طيور الاردن
    - ثدييات الأردن

  - المحميات الطبيعية

خريطة القمر الصناعي للشرق الأوسط مع الأردن في الوسط.

- منشأة تخزين المواد المشعة في الأردن
- المساعدات الخارجية والبيئة في الأردن

#### المعالم الجغرافية الطبيعية للأردن
- جزر الأردن
- بحيرات الأردن
- جبال الأردن
  - البراكين في الأردن
- أنهار الأردن
  - شلالات الأردن
- وديان الأردن
- مواقع التراث العالمي في الأردن

### مناطق الأردن
مناطق الأردن

#### المناطق البيئية في الأردن
قائمة المناطق البيئية في الأردن
- المناطق البيئية في الأردن

#### التقسيمات الإدارية في الأردن
التقسيم الإداري في الأردن

##### محافظات الأردن

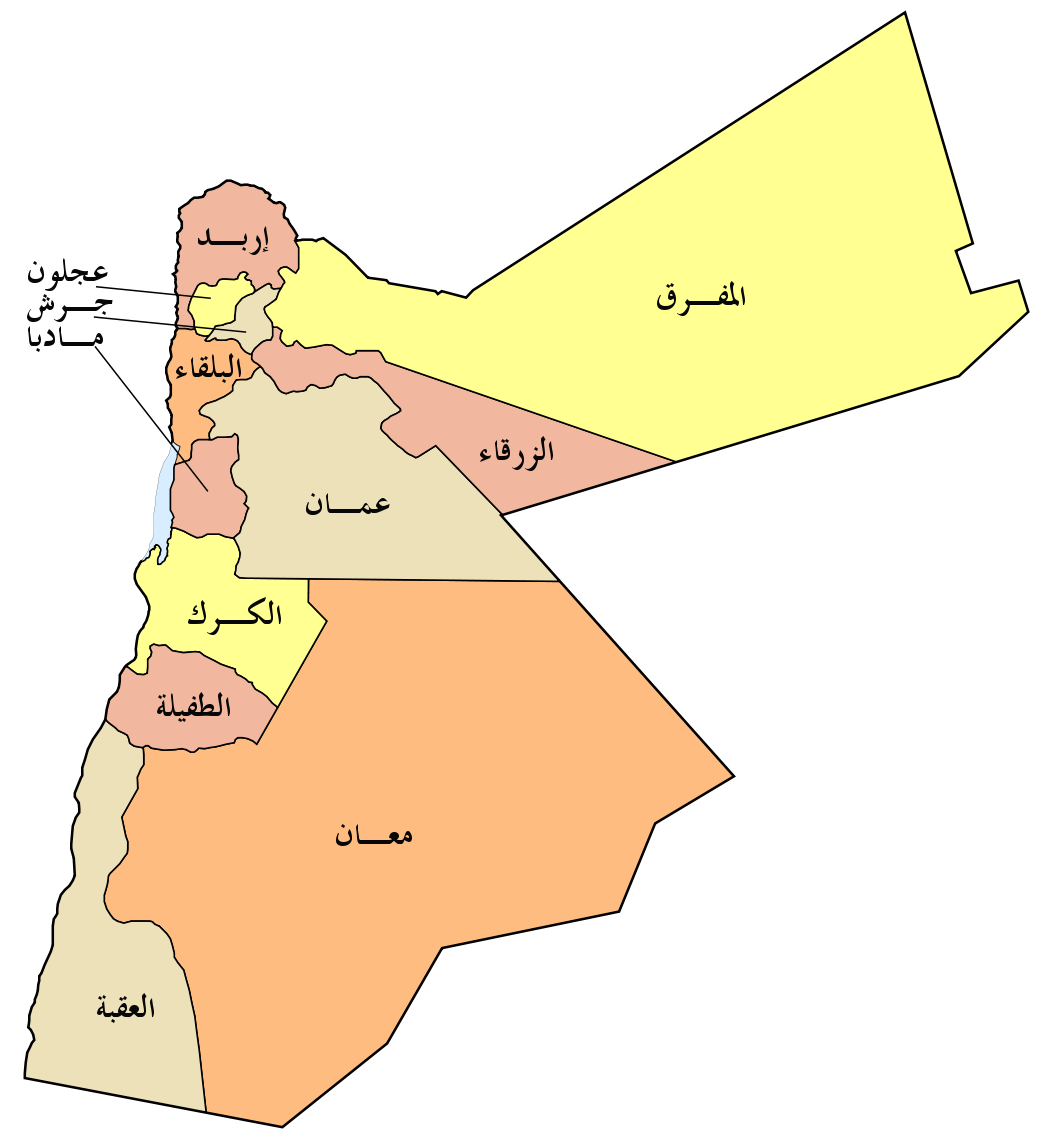
محافظات الأردن
| 1  | Irbid        | 1,572  | 1,137,100 | 943,000           | 194,100           | 723.4 | إربد            |
| 2  | Ajloun       | 420    | 146,900   | 111,500           | 35,400            | 350.1 | عجلون           |
| 3  | Jerash       | 410    | 191,700   | 120,100           | 71,600            | 467.8 | جرش             |
| 4  | Mafraq       | 26,551 | 300,300   | 117,800           | 182,500           | 11.3  | المفرق (مدينة)  |
|    | اقليم الشمال | 28,953 | 1,776,000 | 1,292,400         | 483,600           | 61.3  |                 |
| 5  | Balqa        | 1,120  | 428,000   | 307,400           | 120,600           | 382.0 | Salt            |
| 6  | Amman        | 7,579  | 2,473,400 | 2,325,500         | 147,900           | 326.3 | عمان (مدينة)    |
| 7  | Zarqa        | 4,761  | 951,800   | 899,800           | 52,000            | 199.9 | الزرقاء (مدينة) |
| 8  | Madaba       | 940    | 159,700   | 114,000           | 45,700            | 170.0 | مادبا           |
|    | أقليم الوسط  | 14,400 | 4,012,900 | 3,646,700         | 366,200           | 278.7 |                 |
| 9  | Karak        | 3,495  | 249,100   | 87,200            | 161,900           | 71.3  | Al Karak        |
| 10 | Tafilah      | 2,209  | 89,400    | 63,800            | 25,600            | 40.5  | الطفيلة         |
| 11 | Ma'an        | 32,832 | 121,400   | 66,600            | 54,800            | 3.7   | معان            |
| 12 | Aqaba        | 6,905  | 139,200   | 119,700           | 19,500            | 20.2  | العقبة          |
|    | اقليم الجنوب | 45,441 | 599,100   | 337,300           | 261,800           | 13.2  |                 |
|    | المجموع      | 88,794 | 6,388,000 | 5,276,400 (82.6%) | 1,111,600 (17.4%) | 71.9  |                 |

##### الالوية في الأردن

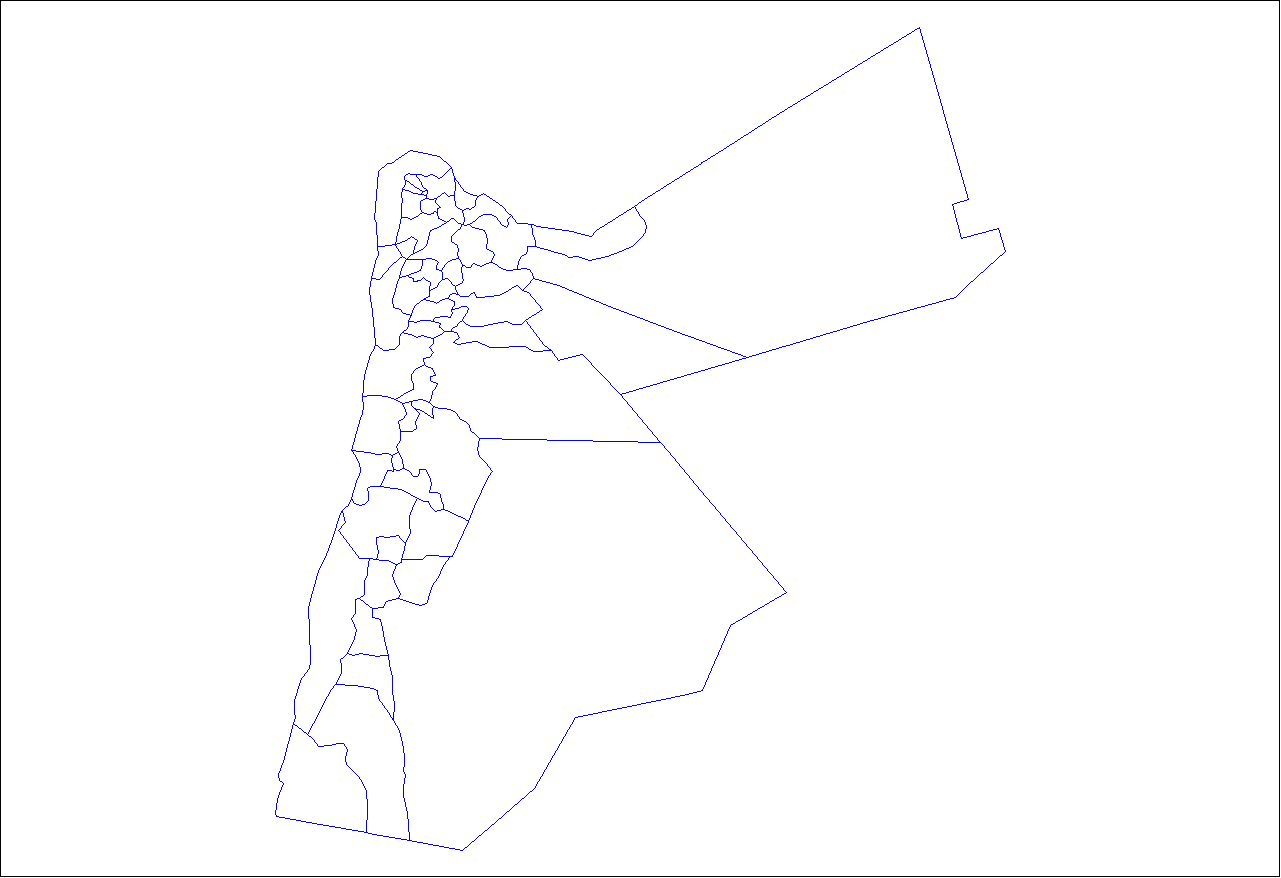
نواحي الأردن.

قائمة ألوية الأردن

##### البلديات في الأردن
- بلديات الأردن
- أمانة عمان الكبرى
- العاصمة : عمّان
- مدن الأردن

### التركيبة السكانية في الأردن
التركيبة السكانية في الأردن

## الحكومة والسياسة في الأردن
سياسة الأردن
- شكل الحكومة : برلماني تمثيلي ديمقراطي ملكية دستورية
- العاصمة: عمّان
- الانتخابات في الاردن
- الأحزاب السياسية في الأردن

### فروع الحكومة الأردنية
سياسة الأردن

#### السلطة التنفيذية للحكومة الأردنية
- ملك المملكة: عبد الله الثاني بن الحسين ملك الأردن
- رئيس الحكومة: جعفر حسان رئيس وزراء الأردن
- مجلس الوزراء الأردني

#### السلطة التشريعية للحكومة الأردنية
- البرلمان الأردني ( ثنائي المجلس )
  - المجلس الأعلى : مجلس الأعيان الأردني
  - المجلس الأدنى : مجلس النواب الأردني

#### السلطة القضائية للحكومة الأردنية
السلطة القضائية
- المحكمة العليا الأردنية

### العلاقات الخارجية للأردن
العلاقات الخارجية للأردن
- البعثات الدبلوماسية في الأردن
- البعثات الدبلوماسية الأردنية

#### العضوية في المنظمات الدولية
الأردن عضو في عدد كبير من المنظمات الدولية والأقليمية والعربية:
- العملية المشتركة للاتحاد الأفريقي والأمم المتحدة في دارفور
- المنظمة الإفريقية الآسيوية للتنمية الريفية
- مؤسسة آنا ليند الأورومتوسطية للحوار بين الثقافات
- وكالة الطاقة الذرية العربية
- الهيئة العربية للاستثمار والإنماء الزراعي
- المصرف العربي للتنمية الاقتصادية في إفريقيا
- المجلس العربي للاختصاصات الصحية
- الهيئة العربية للطيران المدني
- الاتحاد العربي للعلاج الطبيعي
- الاتحاد العربي لحماية الحياة البرية
- اتحاد البورصات العربية
- الصندوق العربي للإنماء الاقتصادي والاجتماعي
- المنظمة العربية للتنمية الصناعية والتعدين
- المنظمة العربية لتكنولوجيا المعلومات والاتصالات
- المعهد العربي للتدريب والبحوث والإحصاء
- الاتحاد البرلماني العربي
- منظمة العمل العربية
- جامعة الدول العربية
- المنظمة العربية للتربية والثقافة والعلوم
- صندوق النقد العربي
- المنظمة العربية للأجهزة العليا للرقابة المالية والمحاسبة
- المنظمة العربية للتنمية الزراعية
- المنظمة العربية للأشخاص ذوي الإعاقة
- المعهد العربي للتخطيط
- اتحاد الموانئ البحرية العربية
- اتحاد إذاعات الدول العربية
- منظمة المدن العربية
- المنظمة الاستشارية القانونية الأفرو-آسيوية
- المنظمة الآسيوية للمؤسسات العليا للرقابة المالية والمحاسبة
- مجلس الوحدة الاقتصادية العربية
- منظمة معاهدة الحظر الشامل للتجارب النووية
- رابطة الهيئات التنظيمية للطاقة الإقليمية
- البنك الأوروبي لإعادة الإعمار والتنمية
- اتحاد وكالات الأنباء العربية
- منظمة الأغذية والزراعة
- الاتحاد العام العربي للتأمين
- اتحاد الغرف العربية  [لغات أخرى]‏
- مجموعة ال77
- الاتحاد البرلماني الدولي
- الوكالة الدولية للطاقة الذرية
- البنك الدولي للإنشاء والتعمير
- المركز الدولي لتسوية منازعات الاستثمار
- غرفة التجارة الدولية
- منظمة الطيران المدني الدولي
- الكونفدرالية الدولية للنقابات الحرة
- المحكمة الجنائية الدولية
- منظمة الشرطة الجنائية الدولية
- مؤسسة التنمية الدولية
- الاتحاد الدولي للمساحين
- الاتحاد الدولي لجمعيات الصليب الأحمر والهلال الأحمر
- مؤسسة التمويل الدولية
- الصندوق الدولي للتنمية الزراعية
- المجلس الإسلامي العالمي للدعوة والإغاثة
- منظمة العمل الدولية
- المنظمة البحرية الدولية
- صندوق النقد الدولي
- اللجنة الأولمبية الدولية
- منظمة الهجرة الدولية
- المنظمة الدولية للمعايير
- المنظمة الدولية لهيئات الأوراق المالية
- المنظمة الدولية للأجهزة العليا للرقابة المالية والمحاسبة
- الحركة الدولية للصليب الأحمر والهلال الأحمر
- الاتحاد الدولي للاتصالات
- المنظمة الدولية للإتصالات الفضائية
- اتحاد النقابات الدولي
- الاتحاد الدولي لحفظ الطبيعة
- الاتحاد الدولي لحماية الأصناف النباتية الجديدة
- البنك الإسلامي للتنمية
- منظمة العالم الإسلامي للتربية والعلوم والثقافة
- وكالة ضمان الاستثمار متعدد الأطراف
- حركة عدم الانحياز
- Operation Smile
- منظمة التعاون الإسلامي
- منظمة الأمن والتعاون في أوروبا (شريك)
- منظمة حظر الأسلحة الكيميائية
- محكمة التحكيم الدائمة
- الأمم المتحدة
- لجنة الأمم المتحدة للقانون التجاري الدولي
- مؤتمر الأمم المتحدة للتجارة والتنمية
- لجنة الأمم المتحدة الاقتصادية والاجتماعية لغرب آسيا
- منظمة الأمم المتحدة للتربية والعلم والثقافة (يونسكو)
- المفوضية السامية للأمم المتحدة لشؤون اللاجئين
- منظمة الأمم المتحدة للتنمية الصناعية
- بعثة الأمم المتحدة للإدارة المؤقتة في كوسوفو
- بعثة الأمم المتحدة في البوسنة والهرسك
- بعثة الأمم المتحدة في جمهورية إفريقيا الوسطى وتشاد
- بعثة الأمم المتحدة في ليبيريا
- بعثة الأمم المتحدة في السودان
- بعثة مراقبي الأمم المتحدة في بريفلاكا
- بعثة مراقبي الأمم المتحدة في طاجيكستان
- بعثة مراقبي الأمم المتحدة في جورجيا
- عملية الأمم المتحدة في كوت ديفوار
- بعثة منظمة الأمم المتحدة في جمهورية الكونغو الديمقراطية
- وكالة الأمم المتحدة لإغاثة وتشغيل اللاجئين الفلسطينيين في الشرق الأدنى
- بعثة الأمم المتحدة لتحقيق الاستقرار في هايتي
- إدارة الأمم المتحدة الانتقالية في تيمور الشرقية
- الاتحاد البريدي العالمي
- المنظمة العالمية للجمارك
- الاتحاد العالمي للنقابات العمالية
- منظمة الصحة العالمية
- المنظمة العالمية للملكية الفكرية
- المنظمة العالمية للأرصاد الجوية
- منظمة السياحة العالمية
- منظمة التجارة العالمية
- المنظمة العالمية لصحة الحيوان

### القانون والنظام في الأردن
قانون الاردن
- دستور الاردن
- الجريمة في الأردن
- حقوق الإنسان في الأردن
  - حقوق المثليين في الأردن
  - حرية الدين في الأردن
- إنفاذ القانون في الأردن

### القوات المسلحة في الأردن
الجيش الأردني
- الآمر
  - القائد الأعلى :
    - وزارة الدفاع
- القوات
  - جيش الأردن
  - البحرية الأردنية
  - القوات الجوية الأردنية
  - القوات الخاصة الملكية
  - الأمن الخاص لجلالة الملك
  - فيلق الصيانة الملكي
  - دائرة المخابرات العامة
  - مديرية الأمن العام
  - المركز الأردني للتصميم والتطوير
- التاريخ العسكري
  - قوة الصحراء
  - الفيلق العربي
  - قوة الحدود الأردنية
- الرتب العسكرية

### الحكومات المحلية في الأردن
الحكومات المحلية في الأردن

## تاريخ الأردن
- التاريخ العسكري للأردن

## الثقافة في الأردن
ثقافة الأردن
- الهندسة المعمارية في الأردن
- المطبخ الأردني
- المهرجانات في الأردن
- لغات الأردن
- الاعلام في الاردن
- الرموز الوطنية للأردن
  - شعار النبالة الأردني
  - علم الأردن
  - النشيد الوطني الأردني
- شعب الأردن
- الدعارة في الاردن
- الأعياد الرسمية في الأردن
- سجلات الأردن
- الدين في الأردن
  - المسيحية في الأردن
  - الهندوسية في الأردن
  - الإسلام في الأردن
  - اليهودية في الأردن
  - السيخية في الأردن
- مواقع التراث العالمي في الأردن

### الفن في الأردن
- الفن في الأردن
- سينما الاردن
- الأدب في الأردن
- موسيقى الأردن
- التلفزيون في الاردن
- المسرح في الأردن

### الرياضة في الأردن
الرياضة في الأردن
- كرة القدم في الأردن
- الأردن في الألعاب الأولمبية

## الصحافة في الاردن
- قائمة الصحف في الأردن
- قائمة الإذاعات الأردنية

## الاقتصاد والبنية التحتية في الأردن
اقتصاد الأردن
- المرتبة الاقتصادية حسب الناتج المحلي الإجمالي الاسمي (2007) : 100 (جزء من مائة)
- الزراعة في الأردن
- الخدمات المصرفية في الأردن
  - البنك المركزي
- الاتصالات في الأردن
  - الانترنت في الاردن
- شركات الاردن
- عملة الأردن: الدينار
  - ISO 4217: دينار أردني
- اقتصاد الأردن
- الطاقة في الأردن
  - سياسة الطاقة في الأردن
  - هيئة الطاقة الذرية الأردنية
  - صناعة النفط في الأردن
- التعدين في الأردن
  - الصخر الزيتي في الأردن
- بورصة الاردن
- السياحة في الاردن
  - موقع البتراء للتراث العالمي
- المواصلات في الأردن
  - المطارات
  - السكك الحديدية
  - الخطوط الجوية الملكية الأردنية
  - ميناء العقبة
  - الطرق في الأردن
- إمدادات المياه والصرف الصحي في الأردن

## التعليم في الأردن
- التعليم في الأردن
- التعليم العالي في الأردن
- الجامعات في الأردن
- العلوم والتكنولوجيا في الأردن

## الصحة في الأردن
الصحة في الأردن
- الرعاية الصحية في الأردن
- المستشفيات في الأردن

## روابط خارجية
- الموقع الرسمي للملك عبدالله الثاني بن الحسين
- موقع رئاسة الوزراء الاردنية
- حكومة الأردن
- وزارة السياحة والآثار
- هيئة تنشيط السياحة الأردنية
- وكالة الأنباء الأردنية (بترا)
- - ويكيميديا دليل السفر
- المواضيع الرئيسية في الأردن على مشروع الدليل المفتوح

 أطلس ويكيميديا حول Jordan